# 微操作
微操作，常简称“微操”或"MC"（Micro Control、Micromanagement），电子竞技常用术语。

## 历史
在即时战略游戏流行之初，并没有微操的概念。在红色警戒时代，玩家们通常更关注如何制造更多的作战单位来取得游戏的胜利。但是随着玩家对游戏熟悉度的增加，有越来越多的人发现，在局部战场上，若是对单位进行适当的操作控制，就能大大优化其作战效率，甚至能达到以少胜多的巨大效果。
这是由于游戏设计AI总以某个特定规则进行动作，而事实上，这些规则并不是最优的。例如AI通常会做出类似判断：对一个目标一直攻击直至其消灭，若是目标脱出攻击范围则查找范围内有无其他攻击目标，有则对其攻击直至消灭……而此时第一个目标若是重新回到攻击范围内，AI也会无视它，继续攻击第二个目标。在这个规则下，由AI控制的四个单位分两队厮杀的结果是同归于尽。但是若有一方人为的控制单位，使其分摊伤害，就能够达成2:0的结果。

## 发展
当游戏平衡性更佳的星际争霸流行之后，微操作的意义变得越来越大。而在职业电子竞技选手之间，微操作能力也成了评价其水准的重要指标。由于微操在局部战场的对抗上能产生巨大影响，双方选手互相施展全力进行操作，这让比赛的观赏性大大提高！一些精妙的操作更被爱好者们津津乐道，微操也成了比赛重要的看点之一。随着魔兽争霸3的推出，游戏单位数量的减少也意味着微操作的重要度更高。同时，也有了一群以注重极限优化的微操作来获取比赛胜利的玩家流派出现，既“操作流”，亦会被戏谑为“抽筋流”。

## 每分钟操作数
每分钟操作数（Action Per Minute，APM）是由软件统计出操作者每分钟各种操作数的数据，从某种程度上能反映玩家的微操作水平。一个职业玩家的APM通常在150以上，有时候甚至能超过300。由于APM统计的是所有操作数，其中有相当多的操作是多余无效的，所以仅仅靠APM来说明微操作水平是片面的。

## 相关软件
BWchart是较早的一款成熟的录像（rep）分析软件。它将录像中忠实记录的玩家的操作都以文字和数据反映出来，同时还提供了图表进行分析。最通常的应用便是观察玩家的APM以及其分布。它同时可以过滤掉一些无效APM。

## 装备
玩家们在提升自己微操作水平的同时，发现外围硬件的性能对操作有很大的影响。于是便催生出了游戏硬件市场，专门提供一些高性能的鼠标，键盘或其他一些周边产品。一些职业玩家也会改造自己的装备来符合自己的习惯，例如著名星际争霸选手Boxer，他将自己键盘上很多无用的按键全部拆除了，以免误按。

## 经典技巧
- 克隆：用己方若干单位同时向敌方若干单位分别一一施放技能，在星际争霸中常见的微操作技巧。当年Boxer用一队Ghost瞬间锁定敌方一队航母，完成惊天逆转的同时，也向人们生动的展示：强大的微操作是如此的可怕。
- 围杀：用己方若干单位（通常是四个以上，若是利用地形的话可以更少）围住并杀死敌方单位，在魔兽争霸中由于单位数量的减少，每个单位的价值也大大提高，这也使得围杀敌方单位有了更大的意义，而且被围杀的单位若是一个具有重大战略意义的英雄的话，这几乎可以左右胜负了。
- 卡位：需要注意的是这常常是围杀的附属操作。利用某单位对被围杀单位进行卡位，使其移动受限，从而让其他单位围住受害单位。

## 不同的声音
微操作是一种练习得来，并且带有一定天赋因素的游戏辅助能力；并不是每个人都能做到且这种方式被很多人认为有违游戏的轻松休闲理念。相当一部分游戏弱化微操作，集中到战略要素。如横扫千军和多数受其影响而衍生的作品（如Kernel Panic）；另外还有Globulation 2等特意弱化微操作的游戏。这类作品在东亚并不流行。

## 名人堂
- WE.Sky
- SlayerS `BoxeR`